# 欧比松区
欧比松区（法語：arrondissement d'Aubusson）是法国克勒兹省所辖的一个区。总面积2828.7平方千米，总人口43979，人口密度16人/平方千米（2018年）。主要城镇为欧比松和费勒坦。

## 辖区
欧比松区辖有129个市镇。